# Métallerie
Ne doit pas être confondu avec Métallurgie.
La métallerie est une discipline du bâtiment tendant à regrouper les corps de métier qui fabriquent ou posent des ouvrages métalliques pour le bâtiment. Il ne faut pas la confondre avec la métallurgie qui fabrique les métaux. C'est à partir de ces métaux que le métallier va travailler.

## Métiers
On distingue cinq grands métiers dans la métallerie : la métallerie-serrurerie, la construction métallique, la menuiserie métallique, la ferronnerie d'art et l'agencement décoration.
- Le métallier-serrurier, qui fabrique et/ou pose des serrures et mécanismes de fermeture (grilles de protection, portes blindées, contrôles d'accès, etc.), aujourd'hui réalise aussi des ouvrages légers destinés au bâtiment tels que des escaliers, des rampes, des passerelles et des vérandas.
- Le constructeur métallique fabrique et pose des ensembles de structures métalliques, telles que des charpentes et ossatures. L'exemple le plus connu reste la tour Eiffel.

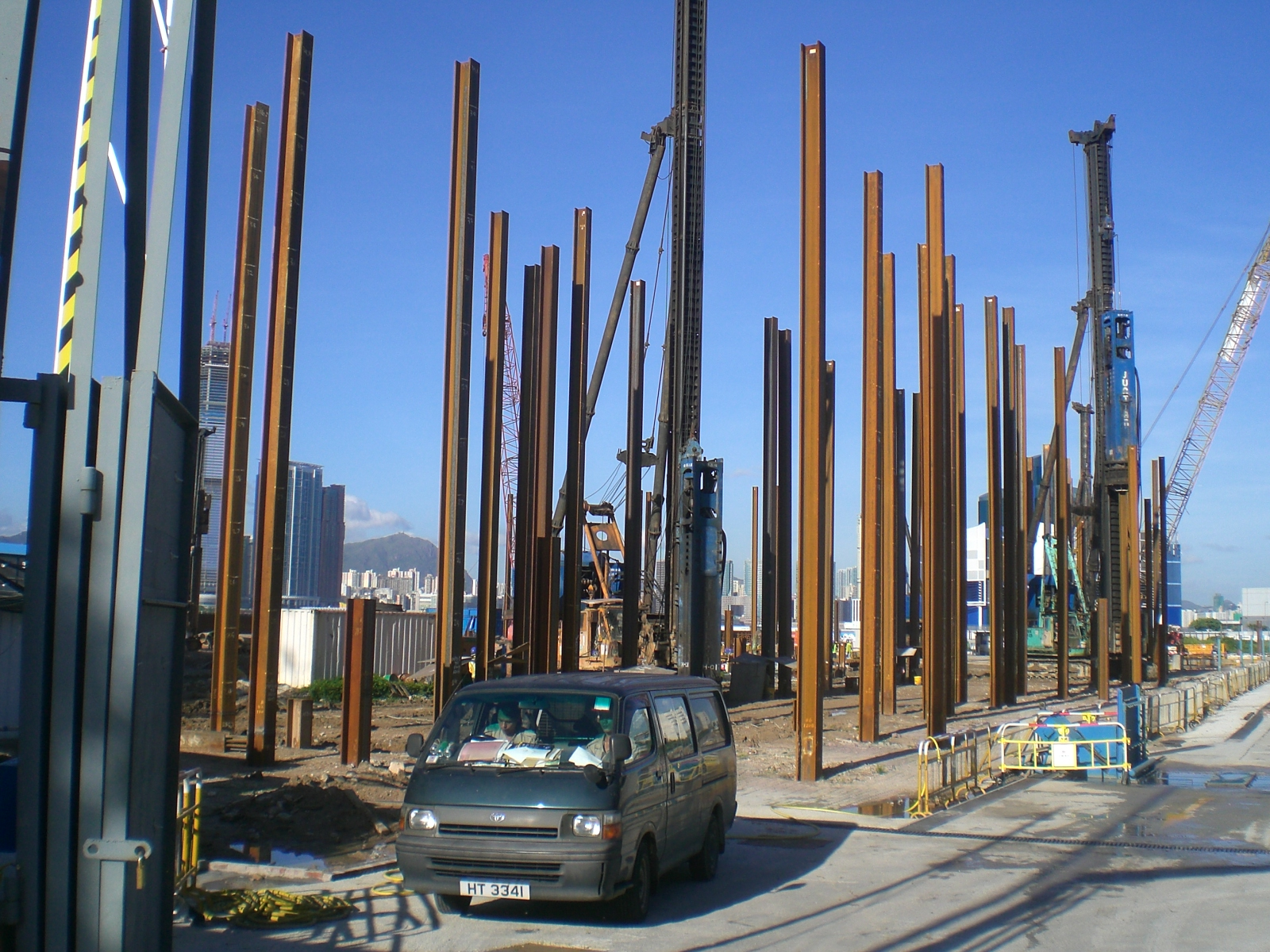
Charpentes métalliques pour la reconstruction du Sun Yat Sen Memorial Park, Hong Kong.

- La menuiserie métallique en acier, inox ou aluminium regroupe toutes les activités d'habillage de façade, murs-rideaux, verrières, fenêtres, portes, cloisons, vérandas, etc. On le surnomme le « couturier du bâtiment ».
- Le ferronnier fabrique et pose des garde-corps en fer forgé, des portails ouvragés, etc. Il intervient plus spécialement sur des équipements ouvragés. Aujourd'hui la ferronnerie ne compose plus qu'une infime part du travail du métallier et devient davantage une discipline artistique. Les grilles ouvragées du château de Versailles en sont une bonne illustration.
- L'agencement décoration produit aussi bien des ouvrages pour la rue, les commerces, le bureau ou la maison tels que des sièges, des lampadaires, des enseignes, des comptoirs, des appliques, etc.

Le chaudronnier, qui ne fait pas partie du secteur de la métallerie (mais du secteur de la métallurgie, plutôt orienté dans l'industrie), est lui-même un complément au métier du métallier et du chauffage, ventilation et climatisation (CVC). Il fabrique et pose des conduits, des gaines, des tuyaux, pour la ventilation ou l'extraction d'air ou de fumée.
Ce sont des corps de métiers issus de la métallurgie travaillant dans le bâtiment.

## Recyclage dans l'industrie de la métallerie
La métallerie, en tant qu'industrie clé dans la transformation des métaux, joue un rôle crucial dans le recyclage, contribuant à la préservation des ressources et à une économie circulaire.

### Collecte et traitement
Les déchets métalliques provenant de diverses sources sont collectés et triés pour être préparés au recyclage. Le processus inclut le broyage, la fusion et la séparation des métaux, maximisant la récupération des matériaux.

### Avantages environnementaux et économiques
Le recyclage métallique réduit la demande de nouvelles matières premières, limitant les émissions de gaz à effet de serre. Il stimule également l'économie en créant des emplois et en favorisant une gestion durable des déchets.

### Initiatives et réglementations
Des normes strictes et des initiatives mondiales encouragent le recyclage métallique, promouvant des pratiques durables et une responsabilité environnementale.
En conclusion, le recyclage dans l'industrie de la métallerie est essentiel pour préserver l'environnement, favoriser l'économie circulaire et répondre aux normes environnementales mondiales.

## Grands ouvrages
Les architectes plébiscitent le métal qui permet de réaliser de grands ouvrages complexes et spectaculaires.
Ses capacités de traitement, sa souplesse, sa finesse, sa capacité à s’allier avec d’autres matériaux (bois, verre, béton) donnent des capacités architecturales intéressantes d'autant plus qu'il permet de réaliser de grandes portées.

## Formations
Le métier de métallier peut s’apprendre par la voie scolaire mais les entreprises privilégient fortement l’apprentissage. Celui-ci est proposé en France par les CFA (centre de formation pour apprentis), les lycées professionnels et les compagnons du devoir. L’apprenti passera en moyenne un tiers du temps en cours pour deux tiers du temps en entreprise. Il acquiert donc une véritable expérience pratique très valorisante sur le marché du travail.

### Diplômes en alternance en France
- Le CAP (certificat d’aptitude professionnel) serrurier-métallier se prépare en deux ans. Il est accessible à tous les jeunes motivés de 15 à 25 ans. Ce CAP prépare aux fonctions d’ouvrier qualifié d’atelier ou de chantier. Il est possible d’accéder directement à la deuxième année de CAP pour l’apprenti qui a déjà le niveau bac.
- Le BP (brevet professionnel) serrurerie-métallerie permet d’accéder en deux ans à une haute qualification professionnelle. Il est accessible aux titulaires du CAP serrurier-métallier. Il prépare aux métiers d’ouvrier qualifié et de chef d’équipe et, à terme, pour les plus motivés, à la direction d’entreprise.
- Le CQP (certificat de qualification professionnel) chargé d’affaires junior en métallerie est une formation qui dure entre un et trois ans selon le profil du candidat pour l’obtention d’un diplôme niveau bac+3.
- Elle s’adresse aussi bien aux jeunes en formation initiale qu’aux salariés d’entreprises de métallerie déjà en poste. Elle permet d’acquérir, outre les compétences techniques d’étude et de conception, les connaissances juridiques, commerciales et de gestion. Elle est accessible aux jeunes de niveau bac ou bac pro et aux jeunes métalliers avec expérience. Il prépare au poste d’assistant direct du chef d’entreprise et il est bien souvent destiné à reprendre ou à créer sa propre entreprise.

D’autres formations existent qui peuvent compléter ses cursus : les mentions complémentaires, le bac pro ou le BTS.

## Débouchés
Les entreprises de métallerie cherchent des jeunes qualifiés pour assurer la relève. Le secteur embauche et les candidats manquent. L’apprentissage constitue l’une des sources principales de recrutement et les jeunes motivés évoluent plutôt rapidement.